# Ercole e Deianira
Ercole e Deianira è un dipinto a olio su tavola trasportato su tela (54,6x79,2 cm) di Antonio del Pollaiolo, databile al 1470 circa e conservato nella Yale University Art Gallery di New Haven.

## Descrizione e stile
Antonio del Pollaiolo tornò più volte sul tema di Ercole, sia in pittura che in scultura. L'eroe greco e dio per i Romani era considerato nel Rinascimento simbolo di virtù e forza, nonché mitico fondatore di Firenze.
L'artista ambienta la scena dell'uccisione del centauro Nesso, rapitore di Deianira, da parte di Ercole nella valle dell'Arno, con una veduta della città di Firenze nello sfondo. Ercole, a destra, sta scagliando una freccia avvelenata con un gesto plastico nel tender l'arco. Il centauro, con la fanciulla sulla groppa, le rivelerà poi che dal suo sangue potrà fare una potente pozione d'amore, che alla fine ucciderà Ercole, provocando anche il suicidio della donna.
La scena permette all'artista di rappresentare una frenetica azione, soggetto prediletto per il suo stile teso ed elastico, basato sulla resa della tensione muscolare con una linea di contorno vibrante. Straordinario è poi lo sviluppo del paesaggio, così profondo, con un accenno di prospettiva aerea.